# Levernois
Levernois é uma comuna francesa na região administrativa da Borgonha-Franco-Condado, no departamento de Côte-d'Or. Estende-se por uma área de 3,75 km². Em 2010 a comuna tinha 349 habitantes (densidade: 93,1 hab./km²).